# Heckler & Koch G11
De Heckler & Koch G11 (afgekort HK G11) is een aanvalsgeweer gemaakt door de Duitse fabrikant Heckler & Koch. Het is nooit verder gekomen dan het experimentele stadium ondanks een aantal kwaliteiten.

## Geschiedenis
De ontwikkeling van de G11 begon eind jaren 60, toen de West-Duitse regering besloot om de bestaande G3 te vervangen door een lichter wapen met een hogere effectiviteit.
De eerste studies leidden tot het idee van een klein-kaliber geweer met een hoge vuursnelheid. Het had een burst-fire mode waarin drie kogels werden afgevuurd voordat de terugslag gevoeld werd van de eerste.
Het nieuwe ontwerp, de zogenaamde G11, werd gemaakt door de Duitse bedrijven Heckler & Koch in samenwerking met Dynamit Nobel. HK was verantwoordelijk voor het geweer zelf, terwijl Dynamit Nobel de "hulsloze" munitie ontwikkelde.
Eerste prototypes waren gevoelig voor de munitie na meerdere malen schieten, maar in latere versies was dit opgelost door Dynamit Nobel.
Eind jaren 80 begon de Bundeswehr met het veldtesten van de pre-productie van G11's. Na de eerste tests, werden enkele verbeteringen bedacht, zoals verwisselbare optische vizieren, een montage zodat twee reservemagazijnen op het geweer pasten en een stellage zodat een bajonet of een tweepoot kon worden gekoppeld aan de loop.
Om een aantal redenen werd het hele programma geannuleerd door de Duitse regering. De belangrijkste redenen voor deze annulering waren het gebrek aan financieringsbronnen na de Duitse hereniging alsook het algemene NAVO-beleid voor de standaardisering van munitie en magazijnen voor geweren.